# Finch (film)
Pour les articles homonymes, voir Finch.
Pour plus de détails, voir Fiche technique et Distribution.
Finch est un film américano-britannique réalisé par Miguel Sapochnik et sorti en 2021. Un temps prévu pour le cinéma, il est finalement disponible depuis le 5 novembre 2021 sur Apple TV+.

## Synopsis
Dans un monde post-apocalyptique ravagé par un évènement solaire, Finch est l'un des seuls survivants. Souffrant de cette solitude et malade, cet ancien inventeur et ingénieur en robotique décide de construire un androïde qui prendra soin de son chien. Alors que le trio entreprend un long voyage vers l'ouest, Finch tente d'apprendre au robot, surnommé Jeff, l'amour et l'amitié nécessaires pour s'occuper de l'animal. Il va par ailleurs tout tenter pour que son chien accepte le robot,,.

## Fiche technique
Sauf indication contraire, les informations mentionnées dans cette section peuvent être confirmées par la base de données cinématographiques IMDb,  présente dans la section « Liens externes ».
- Titre original : Finch
- Titre de travail : BIOS
- Réalisation : Miguel Sapochnik
- Scénario : Craig Luck et Ivor Powell
- Décors : Tom Meyer
- Costumes : Kurt & Bart
- Photographie : Jo Willems
- Montage : Tim Porter
- Musique : Gustavo Santaolalla
- Production : Jacqueline Levine, Kevin Misher, Ivor Powell, Jack Rapke et Robert Zemeckis
- Producteurs délégués : Andy Berman, Craig Luck, Adam Merims et Miguel Sapochnik
- Coproducteur : Daniel Maze
- Sociétés de production : ImageMovers, Walden Media, Reliance Entertainment, Amblin Entertainment et Misher Films
- Société de distribution : Apple TV+
- Budget : 2,5 millions de dollars[5]
- Pays d'origine :  États-Unis,  Royaume-Uni
- Langue originale : anglais
- Format : couleur
- Genre : science-fiction post-apocalyptique, drame, road movie
- Dates de sortie[6] :
  - Monde : 5 novembre 2021 (Apple TV+)

## Distribution
- Tom Hanks (VF : Jean-Philippe Puymartin) : Finch
- Caleb Landry Jones (VF : Julien Frison) : Jeff, l'androïde (capture de mouvement)
- Emily Jones (VF : Caroline Cadrieu) : voix du système d'alerte
- Seamus : Goodyear, le terrier irlandais

Samira Wiley, Laura Harrier, Skeet Ulrich et Alexis Raben devaient également apparaître dans le film, mais leurs personnages ont été coupés du montage final.

## Musique
La bande originale du film comprend notamment les chansons American Pie de Don McLean et Road to Nowhere de Talking Heads ainsi que le morceau Sing, Sing, Sing de Benny Goodman.

## Production

### Genèse et développement
En octobre 2017, Tom Hanks est annoncé dans un film post-apocalyptique, alors intitulé BIOS. Miguel Sapochnik est annoncé comme réalisateur avec notamment Robert Zemeckis à la production, d'après un script de Craig Luck et Ivor Powell. Plusieurs majors sont alors intéressées pour acquérir le film, dont le tournage est alors annoncé pour 2018. Quelques années plus tard, le projet est relancé par Amblin Entertainment à la production et Universal Pictures pour le distribuer.
En janvier 2019, Caleb Landry Jones rejoint le projet pour interpréter en capture de mouvement le robot construit par le personnage principal. En mars 2019, Samira Wiley est également officialisée. En mai 2019, Skeet Ulrich et Laura Harrier rejoignent eux aussi le film.

### Tournage
Le tournage a lieu au Nouveau-Mexique, notamment à Albuquerque, Santa Fe, Shiprock, Los Lunas, Socorro ou encore le parc national des White Sands. Il s'achève en mai 2019,.

## Sortie
Distribué par Universal Pictures, le film devait initialement sortir dans les salles aux États-Unis le 2 octobre 2020. En raison de la pandémie de Covid-19, il est d'abord repoussé au 16 avril 2021, puis au 13 août. Finalement, Universal Pictures décide de revendre les droits de distribution. Il est alors repris par Apple TV+.
Le 12 août 2021, Apple TV+ annonce que le film sera disponible à partir du 5 novembre suivant.